# São Vicente (Coronel Fabriciano)
São Vicente ou São Vicente de Paulo é um bairro do município brasileiro de Coronel Fabriciano, no interior do estado de Minas Gerais. Localiza-se no distrito Senador Melo Viana, estando situado no Setor 5. Segundo o censo demográfico de 2022, realizado pelo Instituto Brasileiro de Geografia e Estatística (IBGE), sua população era de 1 939 habitantes e havia 758 domicílios particulares permanentes ocupados.
De acordo com o IBGE, em 2010 a população era de 704 habitantes e havia 217 domicílios particulares.

## História e descrição
A área onde está localizado o atual bairro pertencia originalmente a José Vicente de Barros (1922–1995), que doou parte do terreno para que a Sociedade de São Vicente de Paulo (SSVP) construísse a igreja da comunidade local. O bairro foi criado na década de 1980, após a área ser loteada.
Parte do São Vicente é cortada pela chamada Estrada Vereador José Anatólio Barbosa, mais conhecida como Estrada da Amizade, que foi construída pelo ex-prefeito Mariano Pires Pontes e liga a região ao bairro Bom Jardim, a oeste de Ipatinga, reduzindo em até três vezes as distâncias percorridas pelos moradores das proximidades. A via, no entanto, não possui pavimentação.
O São Vicente também abriga um conjunto de 500 moradias populares distribuídas em 25 prédios de quatro ou cinco andares, denominado Condomínio Buritis. A entrega dos apartamentos aconteceu sob a presença do presidente Jair Bolsonaro em 26 de maio de 2022.